# Ficus leptodictya
Ficus leptodictya är en mullbärsväxtart som beskrevs av Friedrich Ludwig Diels. Ficus leptodictya ingår i släktet fikonsläktet, och familjen mullbärsväxter. Inga underarter finns listade i Catalogue of Life.